# 卜部兼慎
卜部 兼慎（うらべ けんしん、1995年〈平成7年〉4月5日 - ）は、日本のプロバスケットボール選手。兵庫県明石市出身。B3リーグの岐阜スゥープスに所属している。ポジションはスモールフォワード。

## 来歴
小学生時代に江井島ミニバスケットボールクラブでバスケットボールを始める。東海大学卒業後の2018年にアイシン・エィ・ダブリュに入社し、同社の男子バスケットボール部・アイシン・エィ・ダブリュ アレイオンズ安城に入団した。社員選手としてアイシンAWでは5シーズンプレーしたが、2022年のチーム活動終了に伴い、豊田合成スコーピオンズにプロ選手として移籍。翌年には1部 (B1) のシーホース三河に移籍し、自身初のB1挑戦となった。しかし三河では4試合の出場に留まり、2024年3月18日に選手契約を解除され、クラブ職員としてチームのサポートに回ることとなった。同年オフに岐阜スゥープスと契約。

## 人物
- 明石市出身者としては初のB3リーガー・B1リーガーで、2人目のプロバスケットボール選手。
- 私生活では2021年に結婚している。

## 詳細情報

### 年度別個人成績
| シーズン     | チーム       | GP  | GS | MPG  | FG%  | 3P%  | FT%  | RPG | APG | SPG | BPG | TO  | PPG  |
| ------------ | ------------ | --- | -- | ---- | ---- | ---- | ---- | --- | --- | --- | --- | --- | ---- |
| B3 2017-18   | アイシンAW   | 5   | 0  | 15.4 | .316 | 33.3 | .719 | 1.4 | 1.4 | 0.8 | 0.0 | 1.0 | 7.0  |
| B3 2018-19   | アイシンAW   | 17  | 15 | 19.1 | .481 | 43.2 | .688 | 1.1 | 0.8 | 0.5 | 0.0 | 0.5 | 11.6 |
| B3 2019-20   | アイシンAW   | 38  | 24 | 19.9 | .408 | 30.8 | .603 | 2.1 | 0.6 | 0.5 | 0.2 | 0.8 | 8.5  |
| B3 2020-21   | アイシンAW   | 27  | 5  | 12.9 | .358 | 30.8 | .583 | 0.8 | 0.6 | 0.6 | 0.2 | 0.3 | 4.3  |
| B3 2021-22   | アイシン     | 32  | 16 | 18.4 | .335 | 25.0 | .778 | 1.6 | 0.6 | 0.8 | 0.2 | 0.7 | 5.4  |
| B3 2022-23   | 豊田合成     | 50  | 45 | 22.1 | .456 | 37.7 | .575 | 2.2 | 1.2 | 0.6 | 0.1 | 0.7 | 6.8  |
| キャリア通算 | キャリア通算 | 119 | 59 | 18.9 | .392 | 33.4 | .657 | 1.5 | 0.8 | 0.6 | 0.1 | 0.6 | 7.2  |

### 背番号
- 24（2017年 - 2022年）
- 77（2022年 - 2023年）
- 24（2023年 - ）